# Montgailhard

Montgaillard este o comună în departamentul Ariège din sudul Franței. În 1 ianuarie 2022 avea o populație de 1.456 de locuitori.